# التمييز في العمل

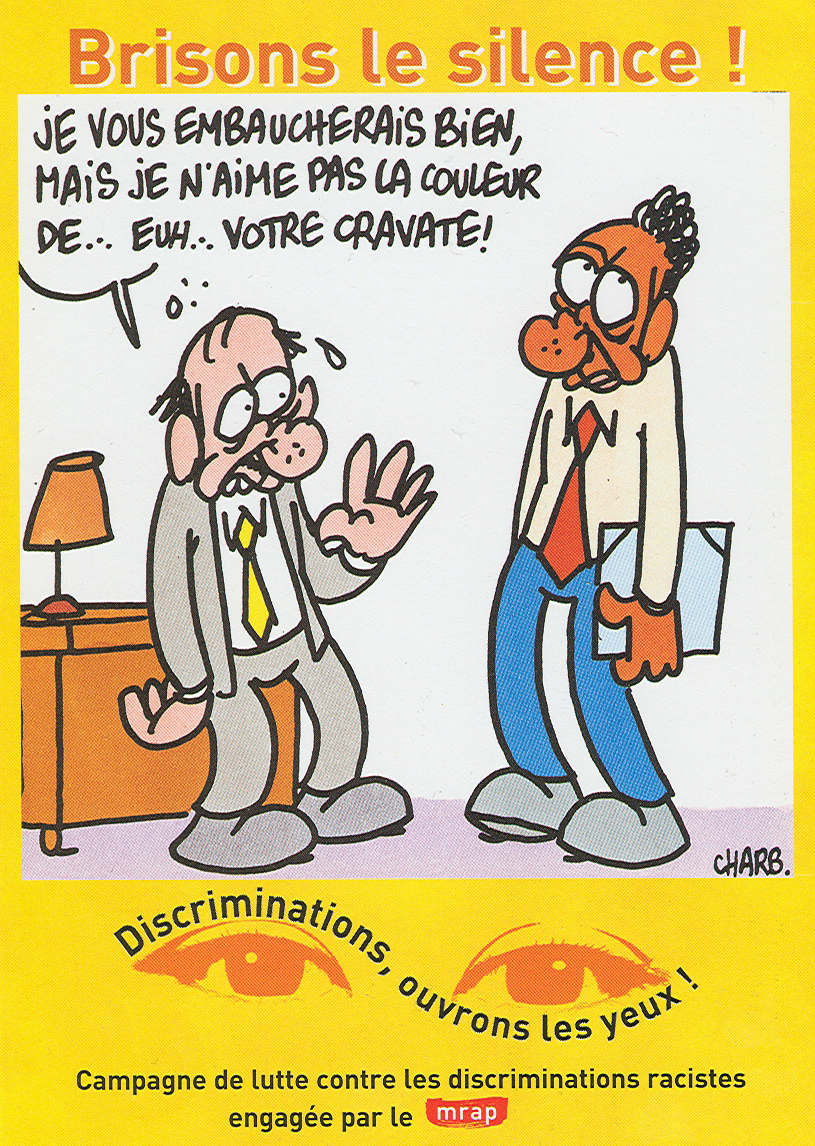

التمييز في العمل هو شكل من أشكال التمييز من جانب أرباب العمل ويكون قائمًا على العرق أو النوع الاجتماعي أو الدين أو الجنسية أو الإعاقة الجسدية أو إعاقة النمو أو التفرقة العمرية أو التوجه الجنسي أو الهوية الجندرية. ولا ينبغي الخلط بين التفاوت في الأجر أو التفاوت المهني- حيث إن الفروقات في الأجر تتأتي من التفاوت في المؤهلات أو المسؤوليات_ وبين التمييز في مكان العمل. وقد يكون التمييز متعمدًا وينطوي على المعاملة المتفاوتة لجماعة معينة وقد يكون غير متعمد، ومع ذلك فهو يحدث تأثير متباين على الجماعة.

## التعريف
يعرف التمييز في سوق العمل من خلال الاقتصاديات التقليدية المحدثة على أنه التفاوت في المعاملة لشخصين متساويين في المؤهلات بسبب النوع الاجتماعي والعرق والعمر والـإعاقة والدين. يحدث التمييز ضررًا، حيث إنه يؤثر بصورة مباشرة وغير مباشرة على النتائج الاقتصادية للعمالة المنتجة بنفس القدر من خلال تأثيرات الاستجابات التقويمية. وقد أوجز كل من داريتي وماسون (1998) النهج القياسي المستخدم في تحديد التمييز القائم على العمل في أنه إبعاد الفوارق الإنتاجية للمجموعة (التعليم والخبرة المهنية). وتعزى الاختلافات في النتائج (مثل، الدخول والتعيين في الوظائف)- والتي لا يمكن إسنادها إلى مؤهلات العامل-إلى المعاملة التمييزية.
من وجهة النظر غير التقليدية المحدثة، فإن التمييز هو المصدر الرئيسي لعدم المساواة في سوق العمل ويتجلى في التفاوت المستمر بين الجنسين والتفاوت في الدخل بسبب العرق. ويعرف الاقتصاديون غير التقليدين التمييز بصورة أوسع من الاقتصاديين الكلاسيكين الجدد. فعلى سبيل المثال، تعرف ديبورافيجرت خبيرة الاقتصاد النسوية التمييز في سوق العمل على أنه "التفاعل متعدد الأبعاد للقوى الاقتصادية، والاجتماعية، والسياسية، والثقافية في كل من سوق العمل والأسرة مما ينتج عنه نتائج مختلفة تتضمن الأجور، والتوظيف، والمكانة. بمعنى آخر، فإن التمييز لا يعنى فقط النتائج القابلة للقياس، ولكنه يتعلق أيضًا بالآثار غير القابلة للقياس. ومن المهم ملاحظة أن العملية لها نفس أهمية النتائج. علاوة على ذلك، فالمعايير القائمة على النوع الاجتماعي تُعد جزءًا لا يتجزأ من أسواق العمل وتشكل أفضلية صاحب العمل أو تفضيلات العاملين. وبالتالي، فليس من اليسير فصل التمييز عن عدم المساواة المرتبطة بالإنتاجية.
على الرغم من حدوث تراجع في عدم المساواة في سوق العمل بعد قانون الحقوق المدنية عام 1964، فقد تباطؤ التحرك نحو المساواة بعد منتصف السبعينيات، وبخاصة من حيث النوع الاجتماعي عن العرق. وتتمثل القضية الرئيسية في النقاش المتعلق بالتمييز في مكان العمل في استمرار التمييز: وتحديدًا سبب استمراره في الاقتصاد الرأسمالي.

## الأدلة

### أدلة إحصائية
إن فجوة الأجور بين الجنسين أو تركيز العاملين والعاملات في المهن أو الصناعات ليس وحده وبحد ذاته دليل على التمييز. لذا، تسعى الدراسات التجريبية إلى تحديد مدى ارتباط التفاوت في الأجور بالتفاوت في مؤهلات العاملين. ووجدت العديد من الدراسات أن الفروق في المؤهلات لا يوضح سوى جزء من التفاوت في الأجور.

## التفسيرات الكلاسيكية الحديثة
يشرح علماء اقتصاد الكلاسيكية الحديثة وجود واستمرار التمييز المعتمد على الأذواق ونظريات التمييز الإحصائي. وبينما يبتعد نموذج الازدحام عن النظرية الكلاسيكية الحديثة، فإن النماذج المؤسساتية لا تتّبع الكلاسيكية الحديثة من الأساس.

### التمييز حسب الأذواق
ادعى الخبير الاقتصادي غاري بيكر الحائز على جائزة نوبل أنَّ الأسواق تعاقب الشركات التي تقوم بالتمييز لأنه مكلف. ولخص براهينه على النحو التالي:
ينخفض ربح الشركة التي تقوم بالتمييز وتتناسب الخسارة «بشكل مباشر مع مدى ميل قرار صاحب العمل للتحيز والتمييز وليس للجدارة». وبالفعل فإن اختيار العامل ذي الأداء المنخفض (مقارنة بالراتب) يتسبب في خسائر تتناسب مع الفرق في الأداء. وبالمثل فإن العملاء الذين يقومون بالتمييز ضد أنواع معينة من العمال ويختارون الأقل فاعلية عليهم أن يدفعوا مالًا أكثر مقابل خدماتهم.
إذا كانت إحدى الشركات تقوم بالتمييز فإنها تفقد أرباحها وحصتها في السوق عادة لصالح الشركات التي لا تقوم بذلك، ذلك ما لم تضع الدولة حدودًا للمنافسة الحرة التي تزيد التمييز.
توجد بعض الدلائل التي تعارض ادعاء بيكر. إنَّ التمييز كما تصور بيكر هو التحيز الشخصي (أو الذوق) المرتبط بمجموعة معينة، تمت صياغته في الأساس لتفسير التمييز في العمل على أساس العرق. وتستند النظرية إلى فكرة أنَّ الأسواق تعاقب المميِّز على المدى الطويل لأن التمييز مكلف بالنسبة للمُميز. هناك ثلاثة أنواع للتمييز وهي: بواسطة صاحب العمل أو الموظف أو العملاء.
يكون لدى صاحب العمل في النوع الأول رأي خاص في التمييز ضد المرأة وهو على استعداد لدفع تكاليف أعلى لتوظيف الرجال بدلًا من النساء. وهكذا فإن التكلفة غير المالية سببت تكلفة مالية إضافية للتمييز. التكلفة الكاملة لتوظيف النساء هي الأجر المدفوع بالإضافة إلى هذه التكلفة الإضافية للتمييز. بالنسبة للتكلفة الإجمالية لتوظيف الرجال والنساء تأخذ المرأة أجرًا أقل من الرجل. في النوع الثاني: يكون لدى الموظفين الذكور نفور من العمل مع الموظفات الإناث. ويجب أن يُدفع لهم أكثر من النساء بسبب التكلفة غير المالية. في النوع الثالث: يكون لدى العملاء أو الزبائن نفور من الخدمة التي تقدمها الموظفات الإناث. ولذلك فإن العملاء على استعداد لدفع أسعار أعلى مقابل سلعة أو خدمة لا تقدمها الإناث. وترتبط التكلفة غير المالية (إن وجدت) بشراء سلع أو خدمات من الإناث.

## النهج المختلف عن الكلاسيكية الحديثة

### نموذج الاكتظاظ
طور بيرجمان هذا النموذج غير الكلاسيكي لأول مرة. ووفقًا له فإن نتيجة الفصل في العمل بين الجنسين هو المسبب للفروق في الأجور. قد تكون أسباب الفصل: اجتماعية أو طريقة تنشئة الفرد أو التمييز في سوق العمل. تحدث الفروق في الأجور عندما تكون فرص العمل أو الطلب على القطاع الذي تهيمن عليه الإناث أقل من عدد النساء الموجود. وتدفع الوظائف التي تُهيمن عليها الإناث أجرًا أقل من الوظائف التي يهيمن عليها الذكور. إنَّ انخفاض الأجور يكون بسبب ارتفاع عدد النساء اللواتي يخترن وظائف تناسب الإناث أو ليس لديهن فرص أخرى.
عندما لا يوجد أي تمييز في سوق العمل ويكون العمال الإناث والذكور منتجين بنفس القدر تكون الأجور متساوية بغض النظر عن نوع الوظيفة ذكورية أم أنثوية. وبالتأكيد سينتقل العمال من الوظيفة الأقل ربحًا إلى القطاع الأكثر ربحًا. لا تتوقف هذه الانتقالات إلا عندما تكون الأجور في القطاعين متساويتين. لذلك عندما يكون السوق خاليًا من التمييز فإن الأجور المقدمة متساوية بالنسبة للأنواع المختلفة من الوظائف.
تتغير النتائج الاقتصادية عندما يوجد تمييز ضد الإناث في الوظائف الذكورية أو عندما تفضل النساء الوظائف الملائمة لهنّ. عندما يكون هناك حد للوظائف الذكورية المتاحة يقل العرض عليها وبالتالي ترتفع الأجور المقدمة لها. ولأن النساء لا يستطعن التقدم إلى وظائف الرجال أو اختيار وظائف أنثوية فإنهن (يتزاحمن) على الوظائف الأنثوية. وبالتالي يسبب ارتفاع العرض على الوظائف الأنثوية انخفاض معدلات أجورها. باختصار يؤدي الفصل إلى التفاوت في الأجور بين الجنسين بغض النظر عن المهارات المتساوية.
تعتبر الانتاجية فكرة أخرى مدهشة من نموذج الاكتظاظ. وبما أن النساء في الوظائف الانثوية يكلفن أقل فمن المنطقي استبدال رأس المال بالموظفات النساء. وعلى عكس ذلك: من المنطقي استبدال الموظفين الرجال برأس المال. ولذلك فإن الاكتظاظ يتسبب بحدوث فروق في الأجور ويجعل المرأة أقل إنتاجية على الرغم من إمكانيتها في مساواة إنتاجية الرجال.
إنَّ سبب تفضيل النساء العمل في القطاعات التي تلائم عملهن هو مسألة مهمة. البعض يدافع عن هذا الاختيار على أنه صادر من مواهب أو تفضيلات مختلفة. يصرُّ البعض على أنَّ السبب يعود إلى الاختلافات في التنشئة الاجتماعية وتقسيم العمل في الأسرة، ويعتقد البعض أنه بسبب التمييز في بعض المهن.

## القواعد النظرية للتمييز المتعلق بالتوظيف
هناك نظريات قانونية وهيكلية تعبر عن أساس التمييز في العمل.

### النظريات القانونية
يوجد قانون منع التمييز في العمل في الباب السابع من قانون الحقوق المدنية لعام 1964 والذي يحظر التمييز في العمل على أساس العرق أو اللون أو الدين أو الجنس أو الأصل القومي. تم طرح نظريتين في هذا القسم هما: المعاملة المتباينة والتأثير المتباين.
المعاملة المتباينة هي ما يعتقد معظم الناس عادةً عن التمييز العنصري. يجب أن ينتمي الموظف بموجب هذه النظرية إلى فئة محمية بحسب القانون وأن يتقدم بطلب توظيف وأن يكون مؤهلًا لوظيفة شاغرة يبحث رب العمل عن متقدمين لها، ويتم رفضه من الوظيفة. يجب أن تبقى الوظيفة شاغرة بعد الرفض لاحتمال طرح قضية تمييز.
تجد المحاكم صعوبة في إثبات التمييز المتعمّد في أغلب الحالات، لذلك أضيفت النظرية القانونية للآثار المتباينة. وهي تغطي الجانب الأكثر تعقيدًا من التمييز حيث (تكون بعض معايير العمل عادلة من حيث الشكل ولكنه تمييزي في الممارسة).
يجب أن يثبت الموظفون أن ممارسات التوظيف التي يستخدمها صاحب العمل تختلف بحسب العرق أو اللون أو الدين أو الجنس أو الأصل القومي. وقد أنشأت لجنة تكافؤ فرص العمل قانون (الأربعة أخماس) للمساعدة في حل القضايا حيث تأخذ وكالات تطبيق القانون الفيدرالية (معدل اختيار لأي عرق أو جنس أو مجموعة عرقية أقل من أربعة أخماس) كدليل على تأثير التمييز.

## عواقب ونتائج التمييز
يمكن أن يكون للتمييز في العمل عواقب فردية وجماعية وتنظيمية.

### على الفرد
وُجد أن التمييز المسبق في مكان العمل له آثار سلبية على صحة الفرد وخاصةً ضغط الدم وأمراض القلب والتعب النفسي. في دراسة أجريت في الفترة من 1977 وحتى 1982 كانت النساء اللواتي ظننَّ أنهنَّ يتعرضن للتمييز أكثر احتمالًا للتعرض لأمراض جسدية بنسبة 50% في عام 1989 مقارنة بمن لم يتعرضن للتمييز.
هناك طريقتان شائعتان للتعامل مع التمييز: المواجهة المرتكزة على العاطفة أو التعامل مع المشكلة. في الطريقة الأولى: يصون الأفراد احترامهم لذاتهم عن طريق تحميل سبب أي تناقضات في التوظيف أو الترقية إلى التمييز بدلًا من التفكير في عيوبهم الشخصية المحتملة. في الطريقة الثانية: يحاول الأفراد تغيير جوانب مختلفة في شخصيتهم قد تسببت في التمييز ضدهم لحماية أنفسهم من التمييز في المستقبل. تشمل بعض الأمثلة الشائعة على ذلك: الأشخاص ذوي الوزن الكبير الذين يفقدون الوزن أو المرضى النفسيين الذين يسعون للعلاج. لا يمكن العمل بهذا النهج عندما يكون سبب التمييز غير قابل للتغيير مثل العرق أو العمر.

### على المجموعة
وهي على عكس المستوى الفردي يمكن للتمييز على مستوى المجموعة أن يثير مشاعر الخوف وانعدام الثقة داخل المجموعة التي تتعرض للتمييز والتي غالبًا ما تؤدي إلى انخفاض الأداء. تظهر التأثيرات الأكثر شيوعًا مع التقدم في السن أو الإعاقة أو التمييز العرقي.
ينتشر التمييز على أساس العمر لأن الشركات يجب أن تأخذ في الاعتبار المدة التي سيبقى فيها العمال الكبار وتكاليف التأمين الصحي لهم.
على الرغم من وجود قوانين لمكافحة التمييز تبعًا للإعاقة (وتشمل قانون الأمريكيين ذوي الإعاقة) إلا أن التمييز ضد الوزن الزائد ما زال منتشرًا. وما يجعل القضية معقدة هي حقيقة أن السمنة تعتبر إعاقة فقط عندما يكون شخص ما «بدينًا بشكل مَرضي» (نسبة 100٪ فوق وزن جسمه المثالي) أو بدين (20٪ فوق وزن جسمه المثالي) نتيجة لظروفه النفسية. وبالنظر إلى أن 0.5٪ فقط من الأشخاص في الولايات المتحدة يعانون من السمنة المفرطة، يتحمل 99.5٪ من الأفراد ذوي الوزن الزائد عبء إثبات أن وزنهم الزائد يعود لأسباب نفسية إذا كانوا يريدون فرض حمايتهم بموجب قانون مكافحة التمييز.
وهناك مجموعة أخرى من الناس تواجه تمييزًا واسع النطاق وهي الأقليات العنصرية ومعظمها من السود أو ذوي الأصل الاسباني. يتم تصنيفهم بدرجات أقل مقارنة مع مقدمي الطلبات البيض، ويجعلهم هذا النوع من التحيز «يعانون من تضارب ادوارهم وتوتر العمل فضلاً عن انخفاض الالتزام التنظيمي والرضا الوظيفي».

### على المنظمات
تأذت الشركات من ممارساتها التمييزية بسبب المخاطر القانونية والاقتصادية والسمعة السيئة. تم تقديم 146000 تهمة تمييز في عام 2005 . يمكن أن تكون الدعاوى القضائية ضد التمييز مكلفة جدًا عند الأخذ في الاعتبار الوقت الذي تقضيه في المحكمة ونتائج الحكم حيث تأتي إمكانية الحصول على أموال تسوية، بالإضافة إلى (التعيين أو الترقية أو الدفع المقدم) إلى المدعي. إنَّ لحالات التمييز العامة بغض النظر عن قبولها في المحكمة تأثير سلبي على سمعة الشركة والتي عادة ما تسبب انخفاض المبيعات.
تنص وجهة نظر أخرى حول التمييز الذي يؤثر على الربح: أنَّ الشركات قد لا تستخدم موظفيها الذين يتعرضون للتمييز إلى أقصى حد ممكن. ويرى البعض هؤلاء الموظفين على أنهم (مجموعة صغيرة متخصصة لم يتم استخدام جميع إمكانياتها) خاصة وأنَّ إدارة التنوع ترتبط بشكل إيجابي بالأداء المالي للشركات.

## مقالات ذات صلة
- نمط الإدارة الأنثوي